# C-型凝集素
C-型凝集素(C-type Lectins)是一类可以和糖类结合的蛋白质。它们区别于其他类型的凝集素是在于它们含有大约120个氨基酸序列的钙依赖型的糖类识别区域（carbohydrate recognition domain，CRD）.

## 參照
- CLEC4M（英语：CLEC4M）
- CLEC7A（英语：CLEC7A）
- CLEC1B（英语：CLEC1B）
- CLEC11A（英语：CLEC11A）
- CLEC2D（英语：CLEC2D）
- CLEC3B（英语：CLEC3B）